# St. Ansgar (Iowa)
St. Ansgar és una població dels Estats Units a l'estat d'Iowa. Segons el cens del 2000 tenia 1.031 habitants.

## Demografia
Segons el cens del 2000, St. Ansgar tenia 1.031 habitants, 447 habitatges, i 282 famílies. La densitat de població era de 510,3 habitants/km².
Dels 447 habitatges en un 21,7% hi vivien nens de menys de 18 anys, en un 55% hi vivien parelles casades, en un 6% dones solteres, i en un 36,7% no eren unitats familiars. En el 34% dels habitatges hi vivien persones soles el 22,1% de les quals corresponia a persones de 65 anys o més que vivien soles. El nombre mitjà de persones vivint en cada habitatge era de 2,13 i el nombre mitjà de persones que vivien en cada família era de 2,7.
Per edats la població es repartia de la següent manera: un 17,9% tenia menys de 18 anys, un 6% entre 18 i 24, un 19,8% entre 25 i 44, un 24,9% de 45 a 60 i un 31,3% 65 anys o més.
L'edat mediana era de 50 anys. Per cada 100 dones de 18 o més anys hi havia 74,4 homes.
La renda mediana per habitatge era de 33.977 $ i la renda mediana per família de 46.667 $. Els homes tenien una renda mediana de 28.704 $ mentre que les dones 20.294 $. La renda per capita de la població era de 16.100 $. Entorn del 6,6% de les famílies i el 9,3% de la població estaven per davall del llindar de pobresa.

## Poblacions més properes
El següent diagrama mostra les poblacions més properes.